# Infesta (Paredes de Coura)
Infesta ist eine Gemeinde (Freguesia) im nordportugiesischen Kreis Paredes de Coura. In ihr leben 413 Einwohner (Stand 19. April 2021).